# Jagdish Chandra Bose
Jagadish Chandra Bose (Maimansingh, 30 de noviembre de 1858 - Giridih, 23 de noviembre de 1937) fue un polímata, físico, biofísico, botánico, escritor de ciencia ficción, arqueólogo y pionero de la radio bangladesí. En bengalí, su nombre se escribe: জগদীশ চন্দ্র বসু , que se pronuncia /yogdísh chóndro bóshu/.

## Estudios
Pasó su infancia en Faridpur (Daca), donde su padre era magistrado. A los 9 años fue enviado a estudiar a Calcuta. En 1877 obtuvo una licenciatura de la Universidad de Calcuta. Viajó a Inglaterra en 1880 y comenzó a estudiar medicina en la Universidad de Londres pero tuvo que interrumpir sus estudios a causa de un ataque de malaria. Al año siguiente ingresó al Christ's College, Cambridge, donde se graduó en Física, con profesores como John William Strutt Rayleigh, James Dewar, Michael Foster y Francis Darwin (el hijo de Charles Darwin).

## Físico

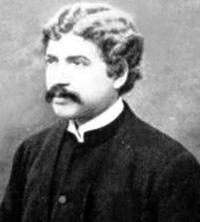
Jagdish Chandra Bose.

A su regreso a Calcuta trabajó durante 30 años como profesor e investigador en el Presidency College. Debido a que la administración le propuso como salario la mitad de lo que le pagaba a los profesores británicos, Bose no aceptó pago alguno durante los tres primeros años, hasta que se le pagó el salario completo. Siguiendo el ejemplo de Rayleigh, realizaba una clase plena de experimentos, lo que apasionaba a los alumnos. Uno de ellos fue Satyendranath Bose (conocido por la estadística de Bose-Einstein).
De 1894 a 1900, Bose realizó una serie de investigaciones pioneras sobre las ondas electromagnéticas, antes que Marconi, pues en noviembre de 1894, efectuó su primera demostración pública, utilizándolas para hacer sonar una campana a distancia y para hacer explotar una carga de pólvora.
En 1896, el Daily Chronicle of England informó a sus lectores que «el inventor (J. C. Bose) transmitió señales a una distancia de cerca de una milla y así proporcionó por lo tanto la primera evidencia, totalmente válida, de la aplicación de esta nueva maravilla teórica». El ruso Aleksandr Popov realizó también experimentos similares, pero escribió en diciembre de 1895 que aun mantenía «la esperanza de transmitir una señal a distancia por ondas de radio». Marconi no hizo su primera demostración hasta mayo de 1897 en Salisbury (Reino Unido).
A diferencia del científico italiano, Bose sólo estaba animado por el deseo de conocimiento científico, no tenía interés comercial en el descubrimiento. En 1901 le escribió a Rabindranath Tagore: «Me gustaría que pudieras ver el terrible compromiso con las ganancias que se tiene en este país... Semejante codicia por el dinero... Una vez atrapado en esta trampa, no habrá escapatoria para mí».
En su trabajo, produjo las ondas cortas de 5 mm, y estudió su refracción, difracción y polarización. Construyó una forma primitiva de diodo semiconductor como detector de ondas con galena (ver: radio de galena). En 1954, Gerald Pearson y Walter Houser Brattain en su History of semiconductor research reconocieron los trabajos de Bose en la utilización de los cristales semiconductores como detectores de ondas de radio. Nevill Francis Mott, el premio Nobel de Física de 1977 afirmó que «Bose tenía 60 años de adelanto con respecto a su época. [...] Anticipó los semiconductores de tipo-P y de tipo-N».

## Biólogo
Después de 1900, se dedicó a su interés original por la biología. Investigó sobre la fisiología vegetal y la reacción de las plantas a las ondas electromagnéticas. Para ello inventó el crescógrafo, que fue utilizado para observar y grabar el crecimiento vegetal, pudiendo detectar movimientos de hasta (1/10 000 pulgadas por segundo).
Aunque en 1915 se retiró de su cargo en el Presidency College, fue nombrado profesor honorario. En 1917 fundó en Calcuta el Bose Research Institute, primer centro de investigación científica en la India.
Viajaba frecuentemente a Europa y Estados Unidos para cumplir misiones científicas o dictar conferencias, especialmente sobre los efectos de las ondas electromagnéticas sobre los seres vivos y la materia inorgánica y acerca de la fisiología vegetal. La revista Nature publicó 27 artículos suyos.

## Algunas publicaciones
Artículos en revistas científicas
- Nature publicó 27 artículos
- J. C. Bose : «On elektromotive wave accompanying mechanical disturbance in metals in contact with electrolyte», artículo en Procedures of Royal Society, n.º 70, págs. 273-294. Londres, 1902.
- ―― : «Sur la response electrique de la matiere vivante et animee soumise ä une excitation. Deux proceeds d'observation de la reponse de la matiere vivante», artículo en la revista Journale de physique (4) 1, págs. 481-491. París, 1902.

Libros
- Response in the living and non-living, 1902.
- Plant response as a means of physiological investigation, 1906.
- Comparative electro-physiology: a physico-physiological study, 1907.
- Researches on irritability of plants, 1913.
- Physiology of the ascent of sap, 1923
- The physiology of photosynthesis, 1924
- Die physiologie des saftsteigens, traducido del idioma inglés al alemán por Ernst Pringsheim, Jena, 1925 (nota: en inglés a veces escribían su nombre como Chunder [/chánder/] en vez de Chandra /chóndro/).
- The nervous mechanisms of plants, 1926
- Plant autographs and their revelations, 1927
- Growth and tropic movements of plants, 1928
- Die pflanzen-schrift und ihre offenbarungen, traducido del idioma inglés al alemán por el Dr. K. Höfler (Viena). Zürich: Rotapfel-Verl., 1928
- Motor mechanism of plants, 1928.

Otros
- J. C. Bose: Collected physical papers. Nueva York: Longmans, Green & Co. 1927.
- Abyakta (Bangla), 1922.

## Distinciones
- En 1903 el Gobierno británico lo designó CBE (Companionship of the British Empire: ‘compañero del Imperio británico’).
- En 1912 fue nombrado CSI (Companionship of the Star of India: ‘compañero de la estrella de la India’).
- Fue nombrado doctor honoris causa por las universidades de Calcuta, Varanasi (Benarés) y Acca.
- En 1916 fue designado «lord».
- En 1917 la Royal Society lo convirtió en su primer miembro nativo de la India.[6]
- El cráter lunar Bose lleva este nombre en su honor.[7]
- El 30 de noviembre de 2016, Google realizó un Doodle para conmemorar el aniversario 158 de su nacimiento.
- En su honor fue creada una unidad de medida llamada JC. Esta unidad media de 21 cm (20.898) en 21 cm. Actualmente es poco conocida debido a su poca utilidad, sin embargo en algunos institutos y universidades se sigue enseñando.